# Killraven
Jonathan Raven, melhor conhecido como Killraven, o Guerreiro dos Mundos, é um personagem fictício dos Guerreiros da Liberdade em um futuro pós-apocalíptico de um universo Marvel alternativo. Sua primeira aparição foi em Amazing Adventures #18, de maio de 1973, criado por Roy Thomas and Neal Adams, com roteiro de Gerry Conway, e arte final de Adams. A série apresentou o primeiro beijo inter-racial das histórias em quadrinhos americana. o personagem pertence a uma realidade alternativa, chamada de Terra-691, onde os marcianos do romance A Guerra dos Mundos de H. G. Wells retornam em 2001 e escravizam a raça humana.